# Парафія Матері Божої Помічниці в Пальчі
Парафія Матері Божої Помочі Вірних у Пальчі  — римо-католицька парафія Сулковицького деканату, заснована 1982 року .

## Історія
У 16 столітті, ймовірно, на місці теперішнього костелу існував костел на честь св. Івана Хрестителя. Згадується у візитації єпископа 1598 року. Цей костел, який на той час був філіальною каплицею парафії в Гарбутовицях, мав стати парафіяльним костелом. Внаслідок чуми, яка охопила Пальчу, майже всі жителі вимерли. У XV столітті душпастирська діяльність припинилася, так що філія каплиці не стала парафіяльним костелем. Після того, як жителі були знищені чумою, тодішній староста Ланцкоронський перевіз дзвони з костелу до Бжежя, а образ св. Івана Хрестителя до замку ланцкоронського. Відомо, що на початку XVIII століття в Пальчі існувала дерев’яна каплиця, яку, за переказами, поставили на братській могилі жертв чуми. Записи 1617, 1704, 1729 та 1742 років, в яких відбувалися візитації єпископа, згадують про існування невеликої церкви. Після обезлюднення село увійшло до парафії в Гарбутовицях, а з 1729 року разом із Гарбутовицями входило до парафії Сулковиць  .
У 1945 році Пальчівський костел був приписаний до парафії в Будзові, а з 1982 року є самостійною парафією 
Нинішній костел збудований у 1930-х роках. Освячення наріжного каменя відбулося в 1932 році, а освячення костелу -  в 1935 році. Цей костел був розбудований та модернізований в 1952–1955 роках. Костел Богородиці Помочі Вірним мурований, оштукатурений, з вежею спереду. У головному вівтарі знаходиться статуя Матері Божої Помічниці Вірних  .
У 2019 році після кількох років зусиль розпочалося розширення костелу. Добудовано два приділи, розширено ризницю, замінено дах та його конструкцію, модернізовано старі кам’яні фундаменти та утеплення церкви  .

## Галерея

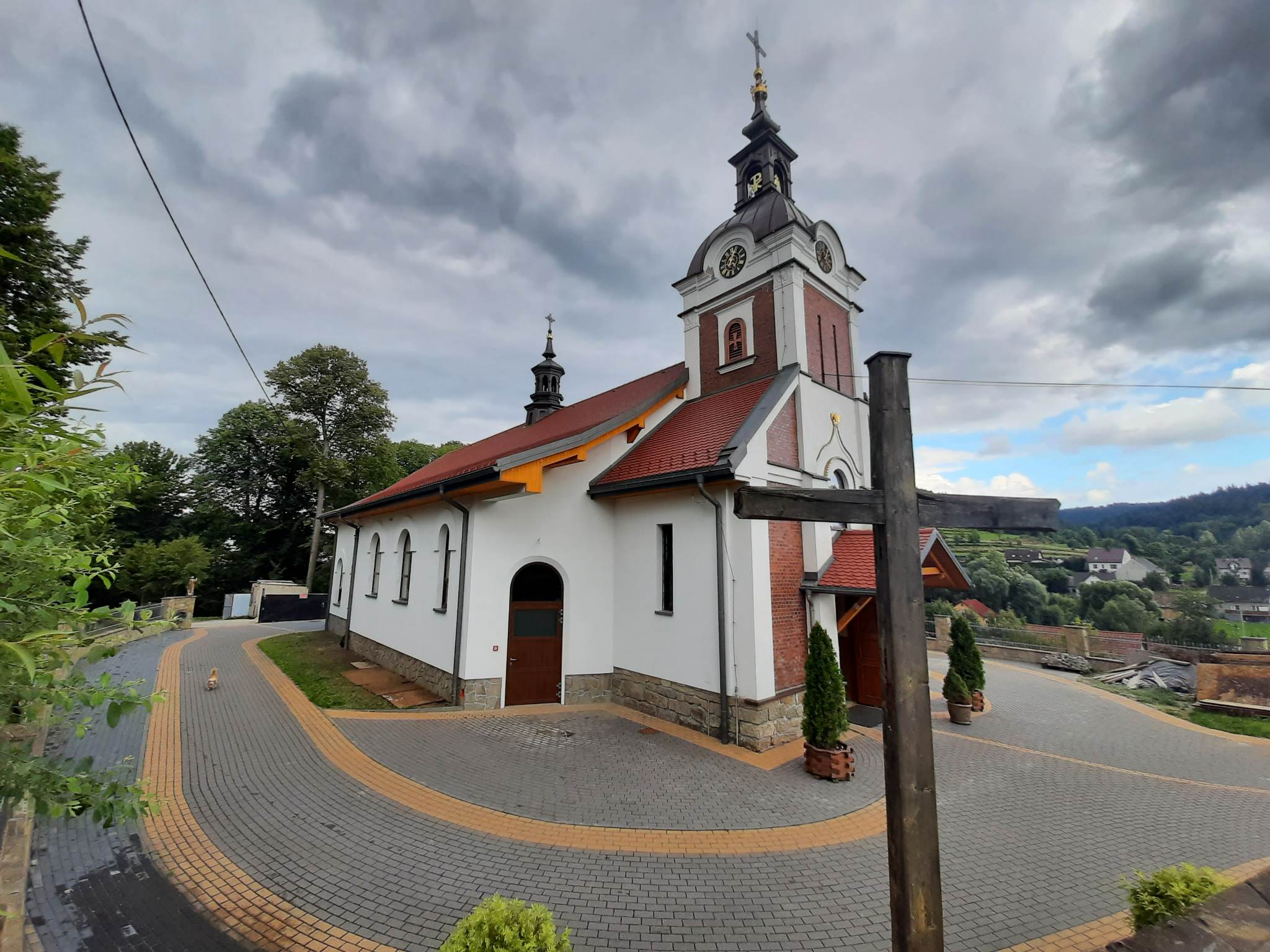
Костел в Пальчі

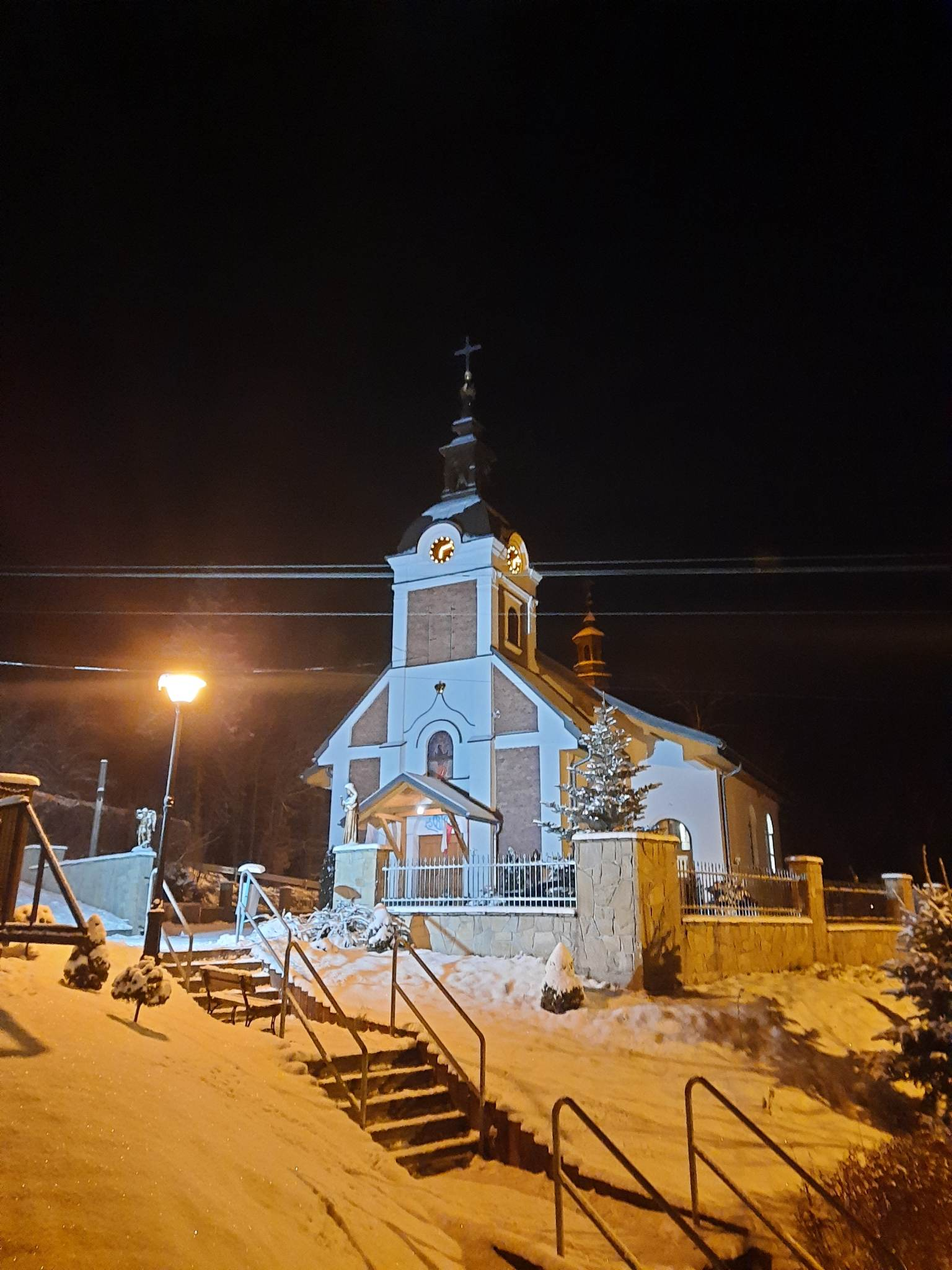
Костел взимку

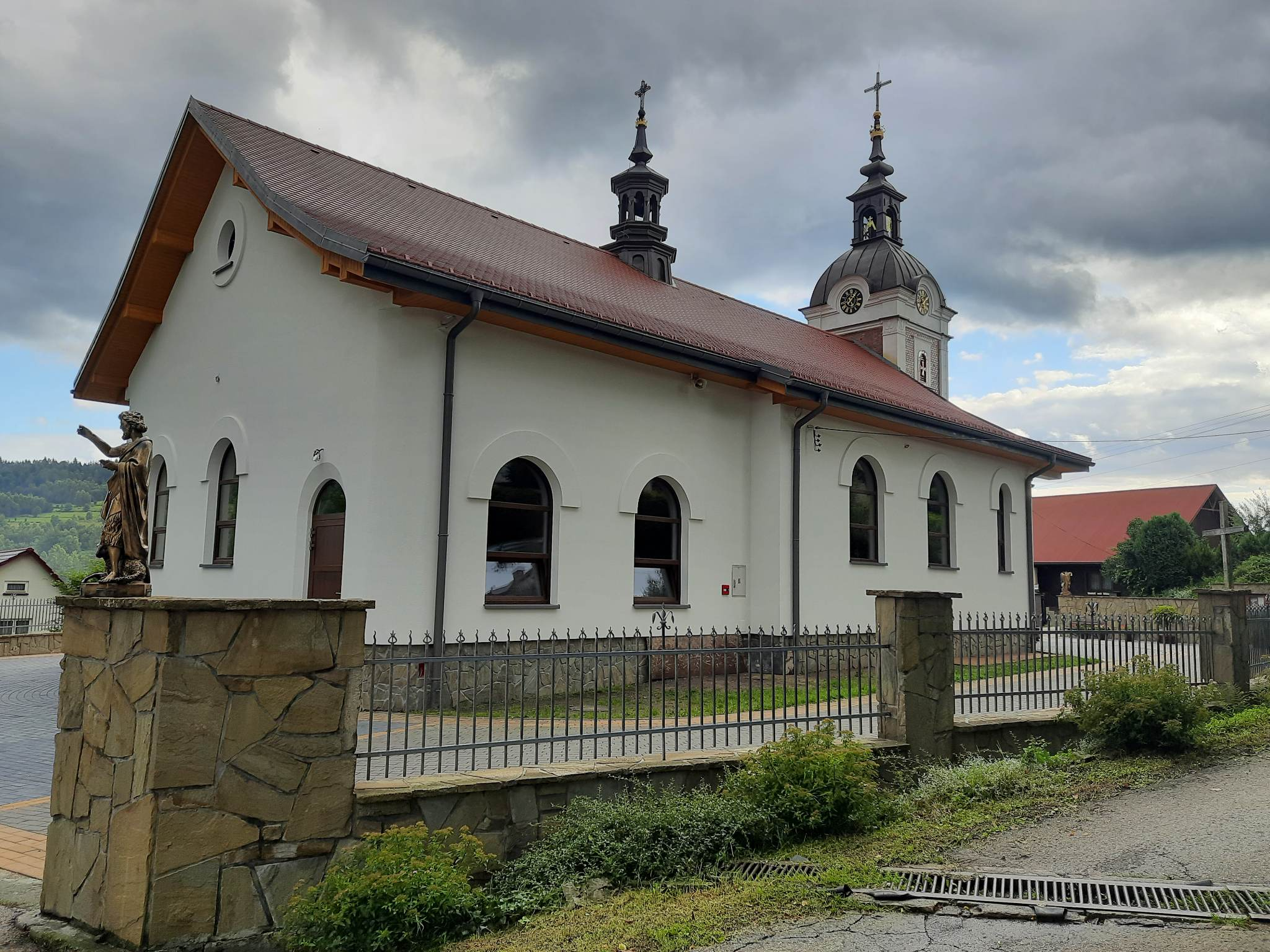
Костел зі сторони паркінгу

## Зовнішні посилання
Сайт Краківської архідієцезії

## Виноски
1. ↑  , TBC PROJECT, "Palcza, Parafia Matki Bożej Wspomożenia Wiernych – Archidiecezja Krakowska"
2. 1 2 3 4 5  , UG Budzów, "Urząd Gminy w Budzowie"